# Gomphotherium angustidens
Gomphotherium angustidens es la especie tipo del proboscídeo extinto Gomphotherium conocido de fósiles del Mioceno medio. Se han encontrado restos de este animal en diversos sitios de la península ibérica, tal y como el yacimiento paleontológico de Somosaguas (conocido por una muela y los restos fragmentarios de un ejemplar juvenil), al excavar la estación de Metro de Carpetana en Madrid o en el yacimiento de la Artesilla (Villafelliche) (una mandíbula inferior a la que le faltan los colmillos inferiores).
En el año 2023 se encontraron varios ejemplares casi completos, durante unas obras en el polígono de La Atalayuela, en el distrito de Villa de Vallecas (Madrid).